# Royaumeix
Royaumeix est une commune française située dans le département de Meurthe-et-Moselle en région Grand Est.

## Géographie

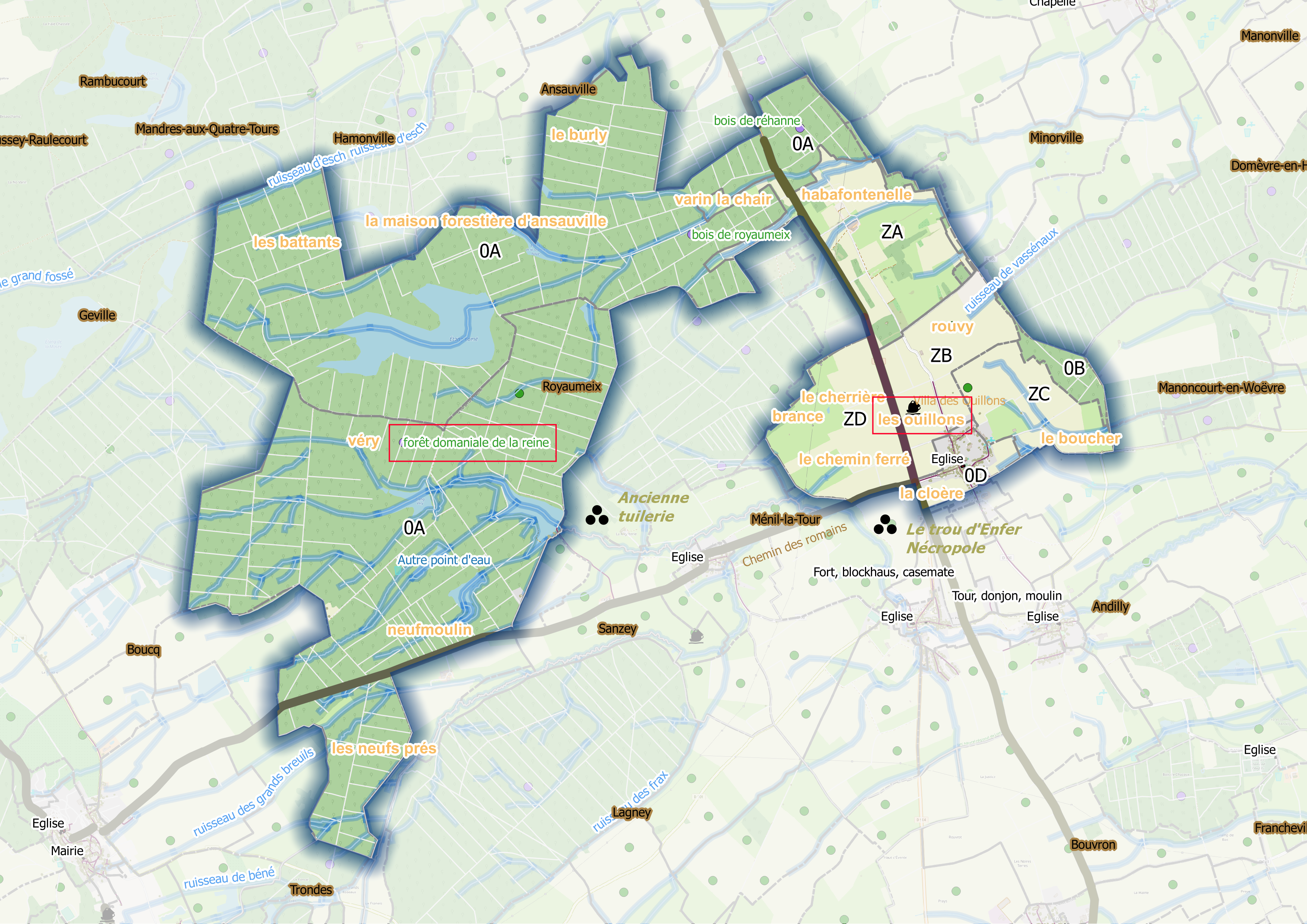
Fig. 1 - Royaumeix (ban communal).

### Géologie, reliefs, hydrologie
Royaumeix est un village perché sur un plateau de 250 m d’altitude à proximité de la forêt de la Reine.(Fig. 1- ban communal)
D’après les données Corine land Cover, le ban communal de 2 178 hectares comprend en 2011, plus de 12 % de terres arables, 7,7 % de prairies, 72 % de forêt, 3 % de surfaces en eau et seulement 1,4 % de zones urbanisées.
La commune est aujourd’hui traversée par la route départementale 904 (ex-route nationale 404) mais les chroniques archéologiques signalent un ancien chemin traversant la commune du nord au sud pour relier Toul à Pannes vers Bavay (parfois nommé Chemin Brabant car ce dernier a fait partie de la Lotharingie) ainsi qu'un ancien chemin des Romains vers Trondes.
Le domaine communal s’étend sur une forme complexe dont il semble à la vue des cartes qu'une grande partie ait été amputée au profit de la commune de Ménil-la-Tour (fig. 1), voire d'autres communes pour ce qui est de la forêt de la Reine.
C'est justement sur une de ces parties amputées de la commune de Ménil-la-Tour, près de l’étang Colnait, que se situait une tuilerie exploitant au XVIIIe siècle les ressources en argile Callovien de la contrée.
Le territoire est arrosé par 14 cours d'eau :
| Ruisseau d'Esch(e)                    | 1.036 km |
| Ruisseau la Rehanne                   | 4.954 km |
| Ruisseau de Woevre                    | 3.531 km |
| Ruisseau de l'Etang Bezoilles         | 1.513 km |
| Ruisseau de l'Etang Colnait           | 0.889 km |
| Ruisseau de l'Etang de Bailly         | 1.442 km |
| Ruisseau de l'Etang de la Grande Naue | 2.016 km |
| Ruisseau de l'Etang des Souches       | 1.985 km |
| Ruisseau de l'Etang Naue              | 2.805 km |
| Ruisseau de l'Etang Neuf              | 2.526 km |
| Ruisseau de Mafroneau                 | 1.315 km |
| Ruisseau de Rosiere                   | 0.66 km  |
| Ruisseau de Vassenaux                 | 0.86 km  |
| Rupt de Bagneux                       | 0.897 km |

### La forêt de la Reine
R. DEGRON explique dans une étude l'histoire et la formation de ce massif
«La forêt est inscrite au centre du grand massif de la Reine, qui recouvre également plusieurs bois communaux et particuliers L'histoire de l'abbaye de Rangéval nous apprend que la forêt de la Reine s'appelait au XIIe siècle le bois de "Weuivre" (Woëvre). Lors de sa création en 1152, la communauté religieuse avait été dotée par la comtesse Hadwide d'Apremont d'un important domaine situé principalement au sommet des côtes de Meuse avec, en plus, un important droit d'usage sur la vaste forêt qui s'étendait alors dans la dépression argileuse. Au XIIIe siècle, de nombreux travaux et défrichements furent entrepris dans le vaste bois de Woëvre. De nombreuses communes, aujourd'hui voisines de la forêt, se seraient particulièrement développées à cette période.
Pendant le Moyen Âge, la région fut le théâtre d'un important essor démographique avec, en corollaire, une intense activité agricole. Pour que la mise en valeur des terres défrichées soit bonne, l'assainissement des sols humides de la plaine argileuse était nécessaire. II y eut donc à la même époque la formation de nombreux étangs, censés drainer les eaux de ruissellement qui avaient bien sûr pour autre fonction la production piscicole ; la vidange et l'assèchement étaient suivis d'une mise en culture et d'un pâturage des troupeaux. Dans le cadre d'un cycle triennal, les habitants des communes voisines profitaient donc des fonds d'étangs fertiles, moyennant redevance auprès du comté d'Apremont ou de l'abbaye de Rangéval.»

### Hydrographie

#### Réseau hydrographique
La commune est dans le bassin versant du Rhin au sein du bassin Rhin-Meuse. Elle est drainée par le ruisseau de l'Étang Bezoilles, le ruisseau de l'Étang Colnait, le ruisseau de l'Étang de Bailly, le ruisseau de l'Étang de la Grande Naue, le ruisseau de l'Étang des Souches, le ruisseau de l'Étang Naue, le ruisseau de l'Étang Neuf, le ruisseau de Mafroneau, le ruisseau de Rosiere, le ruisseau de Vassenaux, le ruisseau de Woevre, le ruisseau d'Esche, le ruisseau la Rehanne et le Rupt de Bagneux,.

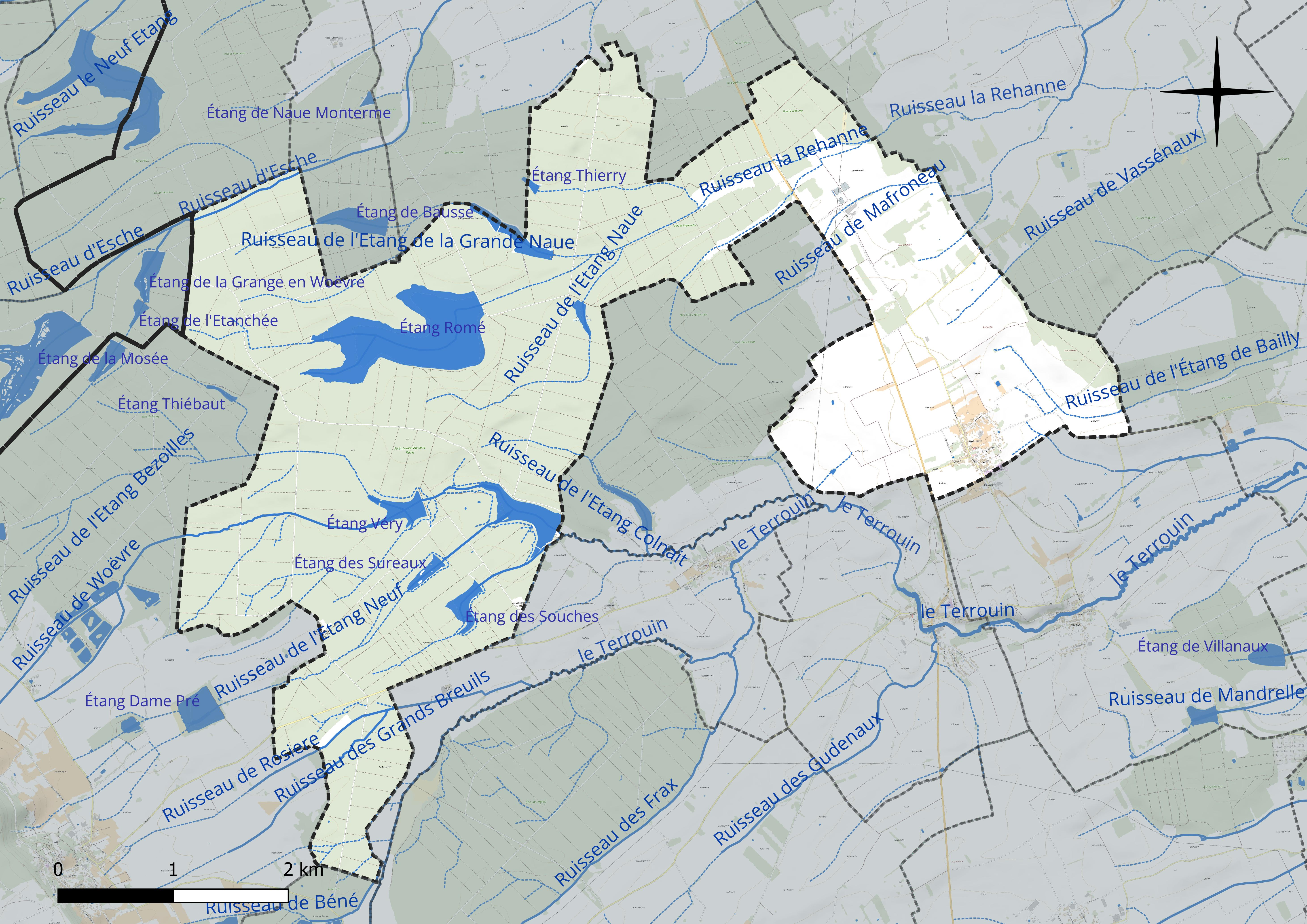
Réseau hydrographique de Royaumeix.

Huit plans d'eau complètent le réseau hydrographique : l'étang de la Grande Naue, d'une superficie totale de 5,2 ha (4,3 ha sur la commune), l'étang de la Naue la Chèvre (2 ha), l'étang de Neuf Moulin (13,6 ha), l'étang des Souches (5,5 ha), l'étang des Sureaux (3,1 ha), l'étang Romé (70,4 ha), l'étang Thierry, d'une superficie totale de 0,9 ha (0,7 ha sur la commune) et l'étang Véry (6,7 ha),.

#### Gestion et qualité des eaux
Le territoire communal est couvert par le schéma d'aménagement et de gestion des eaux (SAGE) « Rupt de Mad, Esch, Trey ». Ce document de planification concerne les bassins versants du Rupt de Mad, de l’Esch et du Trey. Le périmètre a été arrêté le 2 juin 2014, la commission locale de l'eau (CLE) a été créée le 20 juin 2017, puis modifiée le 26 mars 20210. La structure porteuse de l'élaboration et de la mise en œuvre est le Parc naturel régional de Lorraine. 
La qualité des cours d’eau peut être consultée sur un site dédié géré par les agences de l’eau et l’Agence française pour la biodiversité. 

### Climat
Pour des articles plus généraux, voir Climat du Grand Est et Climat de Meurthe-et-Moselle.
En 2010, le climat de la commune est de type climat des marges montargnardes, selon une étude du Centre national de la recherche scientifique s'appuyant sur une série de données couvrant la période 1971-2000. En 2020, Météo-France publie une typologie des climats de la France métropolitaine dans laquelle la commune est exposée à un climat océanique altéré et est dans la région climatique  Lorraine, plateau de Langres, Morvan, caractérisée par un hiver rude (1,5 °C), des vents modérés et des brouillards fréquents en automne et hiver. 
Pour la période 1971-2000, la température annuelle moyenne est de 9,6 °C, avec une amplitude thermique annuelle de 16,8 °C. Le cumul annuel moyen de précipitations est de 831 mm, avec 12 jours de précipitations en janvier et 9,2 jours en juillet. Pour la période 1991-2020, la température moyenne annuelle observée sur la station météorologique de Météo-France la plus proche, « Nonsard », sur la commune de Nonsard-Lamarche à 19 km à vol d'oiseau, est de 10,7 °C et le cumul annuel moyen de précipitations est de 690,8 mm. 
La température maximale relevée sur cette station est de 40,1 °C, atteinte le 25 juillet 2019 ; la température minimale est de −17 °C, atteinte le 1er mars 2005,,. 
Les paramètres climatiques de la commune ont été estimés pour le milieu du siècle (2041-2070) selon différents scénarios d'émission de gaz à effet de serre à partir des nouvelles projections climatiques de référence DRIAS-2020. Ils sont consultables sur un site dédié publié par Météo-France en novembre 2022.

## Urbanisme

### Typologie
Au 1er janvier 2024, Royaumeix est catégorisée commune rurale à habitat dispersé, selon la nouvelle grille communale de densité à sept niveaux définie par l'Insee en 2022.
Elle est située hors unité urbaine. Par ailleurs la commune fait partie de l'aire d'attraction de Nancy, dont elle est une commune de la couronne,. Cette aire, qui regroupe 353 communes, est catégorisée dans les aires de 200 000 à moins de 700 000 habitants,.

### Occupation des sols
L'occupation des sols de la commune, telle qu'elle ressort de la base de données européenne d’occupation biophysique des sols Corine Land Cover (CLC), est marquée par l'importance des forêts et milieux semi-naturels (72,8 % en 2018), une proportion sensiblement équivalente à celle de 1990 (72,7 %). La répartition détaillée en 2018 est la suivante : forêts (72,8 %), terres arables (12,1 %), prairies (7,7 %), eaux continentales (3,2 %), zones agricoles hétérogènes (2,9 %), zones urbanisées (1,4 %). L'évolution de l’occupation des sols de la commune et de ses infrastructures peut être observée sur les différentes représentations cartographiques du territoire : la carte de Cassini (XVIIIe siècle), la carte d'état-major (1820-1866) et les cartes ou photos aériennes de l'IGN pour la période actuelle (1950 à aujourd'hui).

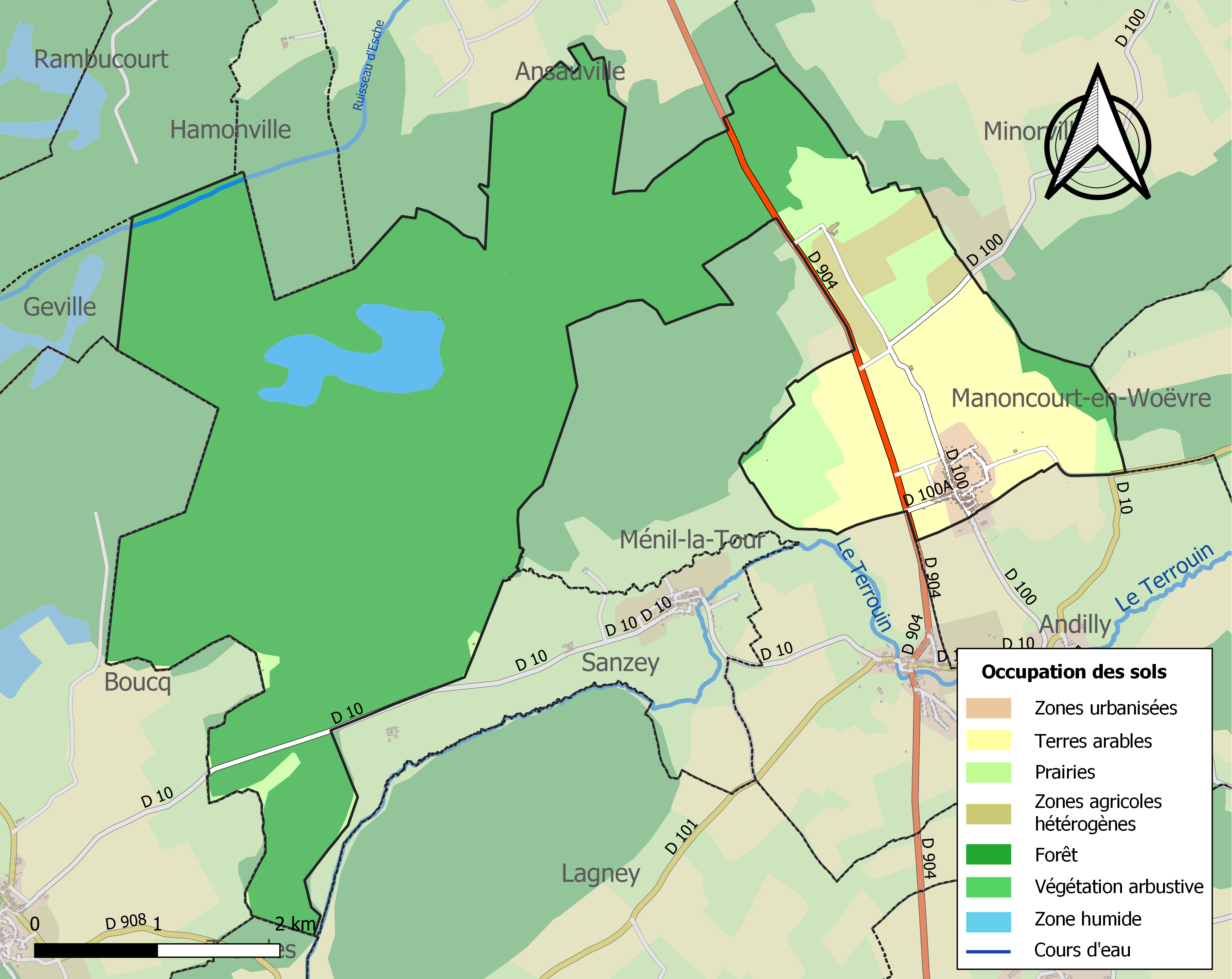
Carte des infrastructures et de l'occupation des sols de la commune en 2018 (CLC).

## Toponymie
Le nom de la localité est attesté sous les formes Rouaumez (1290) ; Ruaumeix (1299) ; Ruameix (1385) ; Rualmeix (1441) ; Rouwaulmeix (1485) ; Rouaulmey (1551) ; Renouaumey (XVIe siècle) ; Rouaumeix (1602) ; Royaumaix  sont les différentes graphies rencontrées; Au cours de la Révolution française, la commune porte le nom de Libre-Meix.

Royaumeix dériverait du latin Regalis hortus, qui aurait évolué vers Regia mansio, pour devenir Royaumaix puis Royaumeix en vieux français, selon une première théorie. Le toponyme n'apparaît que vers 1275 (1290 ? selon Gilbert Chénot) sous la forme Rualmeis ou Ruaimeis, le meix de Rouauld (anthroponyme d'origine germanique),  d'après Aude Wirth.

Les lexicographes et historiens de la langue font remonter l'élément meix au gallo-roman MA[N]SU, lui-même du latin mansum signifiant « maison, ferme, domaine ». Cet étymon est semblable à celui  du mot français manse « propriété rurale importante donnée en fief », emprunt savant et tardif (début XVIIIe siècle) au latin médiéval mansus « demeure, maison ; unité d'exploitation rurale ; tenure domaniale ». Mansus est devenu mé ou mi et se place en finale dans le Nord et l'Est de la France.

Le mot meix est attesté au XIIe siècle en français sous la forme meis « terrain attenant à une maison, jardin » , puis meix au XIIIe siècle (Cartulaire de Commercy ds Du Cange, s.v. messes). Il s'agit d'un mot du quart Nord-Est (sud de la Wallonie, Champagne, Lorraine, Franche-Comté, Bourgogne).

### Anecdote
Le toponyme Royaumeix présente la particularité de contenir une seule fois chacune des six voyelles (particularité que l’on retrouve dans d’autres communes comme Nyoiseau, Chaouilley, ou Pouillenay, et Chamouilley).

## Histoire
Les sources historiques et archéologiques, indiquent qu'une voie ancienne, dite chaussée de Brunehaut (parfois chemin Brabant), venant de Bernécourt ou de Royaumeix, allait vers Pannes.(Fig. 1)

### Préhistoire
Olry précise qu'en 1868-69 M. Benoit  instituteur, a recueilli, des haches, des pointes de lances, de dards et de flèches, en silex.(cf.galerie d'image)

### Antiquité
J. Beaupré indique : 
«Le bois de Royaumeix s'appelle forêt de la Reine (fig. 1) ; on y rencontre, en plusieurs endroits, des ruines d'établissements sidérurgiques, un des cantons s'appelle même Forges à fer.»
C. Husson et P. Benoit rapportent:
«Au sud du village, on a recueilli des monnaies, des armes, des poteries et un Bacchus en bronze. Aux lieux-dits Au Haut du Fossé, aux Ouillons (Fig 1), au Haut de Marbouché, au Coin du Ménil, au Grand Jardin, à la Chèvre et, à proximité de l'Etang-Véry, substructions avec débris de tuiles plates, de poteries, de meules, de pierres plates striées et des monnaies romaines (E. OLRY, p. 324-325. — B. R., p. 125. — B. E., p. 135). Au lieu-dit Au Haut du Fossé, mise au jour de substructions romaines avec hypocaustes. Les fouilles ont procuré quelques objets de fer, des clous, une clé, un couteau en forme de serpe, une clé en cuivre, des débris de poterie, d'amphores, de vases, d'ossements d'animaux, des fragments de mosaïque, etc»

### Moyen Âge
À Royaumeix (En fait sur le territoire de Ménil-la-Tour), lieu-dit le Trou d'Enfer (Fig. 1), une vingtaine de squelettes étaient alignés sur le chemin, entre Andilly et Royaumeix, à 25 cm de profondeur. Dans un champ attenant à ce chemin, reposaient huit autres squelettes dont les têtes s'effritèrent quand on voulut les prélever. Il semblerait que ce terrain ait été rempli de cadavres à une époque très reculée.
La reine Clotilde (v. 475 - 545) y fit bâtir un palais protégé par une épaisse forêt. C’est sans doute ce palais qui appartint, par la suite, à la reine Brunehaut, à Clotaire II et au roi Dagobert Ier, roi d’Austrasie qui le donna entre 632 et 638 à Theudefried, 15e évêque de Toul.
C’est à la période qui s’écoula, de la mort de Charlemagne (814) à l’an 1000 qu’il faut faire remonter la ruine des établissements de la Forêt de la Reine et sans doute du village situé aux Ouillons (Fig. 1). Le bourg fut à nouveau détruit au XVIIe siècle probablement pendant la guerre de Trente Ans, puis une autre fois en 1710.

### Époque moderne

#### Le1erbataillon du32erégiment d’infanterie territoriale relevé par les Américains

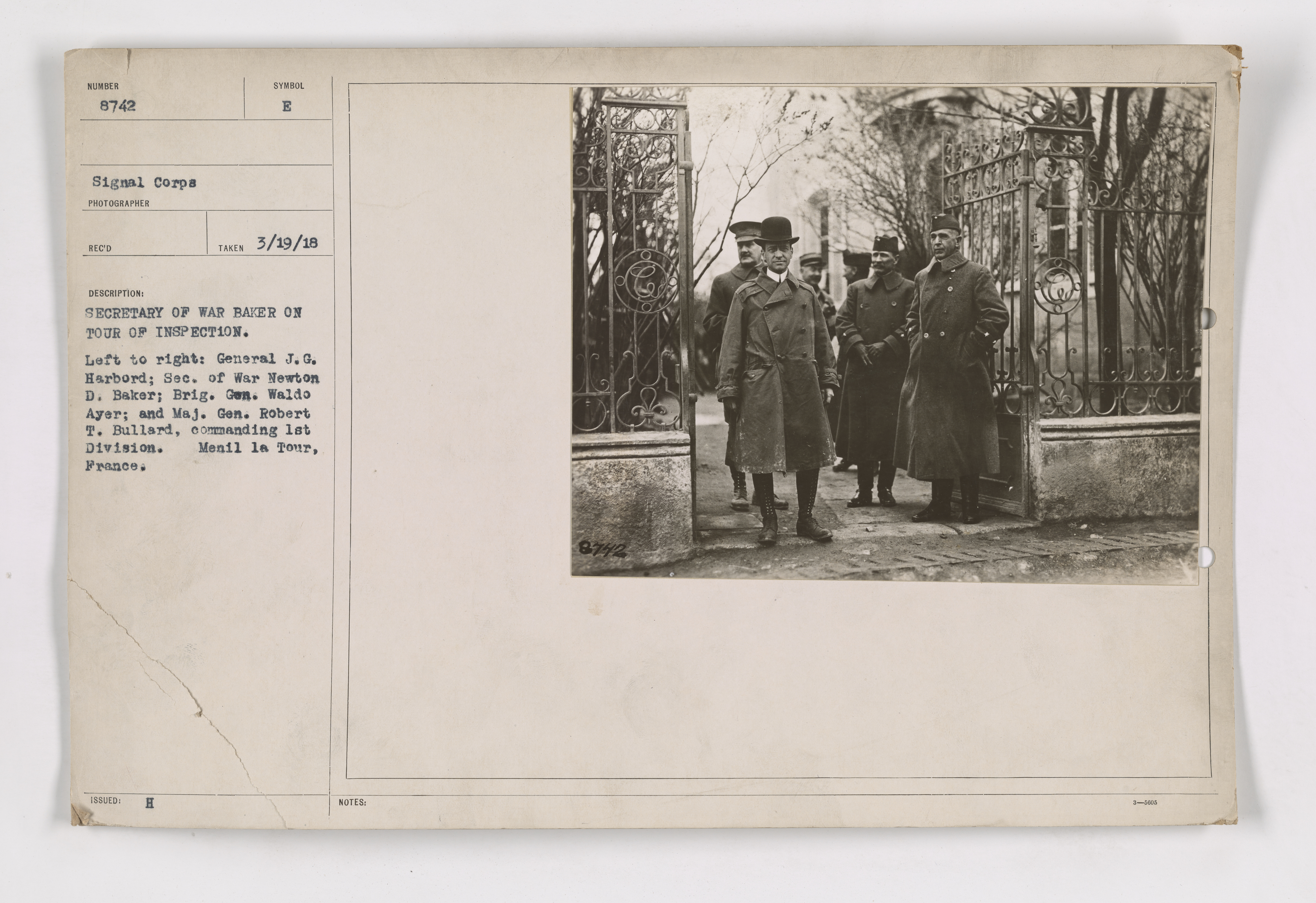
Le secrétaire d’État à la Guerre Baker en tournée d'inspection sur le secteur de Royaumeix (photo à Menil-la-Tour)

Le 1er août 1915, le premier bataillon du 32e RIT rassemblé à Groslay et Montmagny, s'embarque en gare de Pantin, à destination de Toul. par décision du général commandant la première Armée française, le bataillon passe en entier à la 88e division d'infanterie, à Royaumeix, où le bataillon arrive le 18. Les compagnies s'installent au cantonnement : la première à Mesnil-la-Tour, la seconde à Bouconville, la troisième à Aussonville, la quatrième à Boucq et Royaumeix avec la section de mitrailleuses et sont immédiatement employées à divers travaux du secteur (exploitation de forêts, réfection des voies de 0,60, creusement de boyaux, déchargement de matériel).
À partir du 15 janvier 1917, une brigade (2 régiments) et la totalité de l'artillerie de la 1re DIUS américaine sont intégrées à la 1re armée française. Elle relève la division marocaine dans le secteur de Ménil-la-Tour, Royaumeix.
Les vignobles, 12 hectares avant 1914, ont maintenant totalement disparu.

## Politique et administration
| Période                                  | Période   | Identité          | Étiquette | Qualité |
| ---------------------------------------- | --------- | ----------------- | --------- | ------- |
| Les données manquantes sont à compléter. |           |                   |           |         |
| mars 2001                                | mars 2008 | Jacques Harrouard | PS        |         |
| mars 2008                                | 2014      | François Contat   | SE        |         |
| 2014                                     | mai 2020  | Patrick Flabat    |           |         |
| mai 2020                                 | En cours  | Tony Chenot       |           |         |

## Démographie
L'évolution du nombre d'habitants est connue à travers les recensements de la population effectués dans la commune depuis 1793. Pour les communes de moins de 10 000 habitants, une enquête de recensement portant sur toute la population est réalisée tous les cinq ans, les populations de référence des années intermédiaires étant quant à elles estimées par interpolation ou extrapolation. Pour la commune, le premier recensement exhaustif entrant dans le cadre du nouveau dispositif a été réalisé en 2008.

En 2022, la commune comptait 396 habitants, en évolution de +11,86 % par rapport à 2016 (Meurthe-et-Moselle : −0,13 %, France hors Mayotte : +2,11 %).
| 1793 | 1800 | 1806 | 1821 | 1831 | 1836 | 1841 | 1846 | 1851 |
| ---- | ---- | ---- | ---- | ---- | ---- | ---- | ---- | ---- |
| 274  | 343  | 366  | 350  | 368  | 424  | 426  | 420  | 454  |

| 1856 | 1861 | 1872 | 1876 | 1881 | 1886 | 1891 | 1896 | 1901 |
| ---- | ---- | ---- | ---- | ---- | ---- | ---- | ---- | ---- |
| 408  | 408  | 398  | 390  | 385  | 386  | 395  | 365  | 353  |

| 1906 | 1911 | 1921 | 1926 | 1931 | 1936 | 1946 | 1954 | 1962 |
| ---- | ---- | ---- | ---- | ---- | ---- | ---- | ---- | ---- |
| 360  | 310  | 272  | 257  | 235  | 220  | 220  | 297  | 253  |

| 1968 | 1975 | 1982 | 1990 | 1999 | 2006 | 2008 | 2013 | 2018 |
| ---- | ---- | ---- | ---- | ---- | ---- | ---- | ---- | ---- |
| 229  | 234  | 250  | 254  | 279  | 325  | 338  | 346  | 381  |

| 2022 | - | - | - | - | - | - | - | - |
| ---- | - | - | - | - | - | - | - | - |
| 396  | - | - | - | - | - | - | - | - |

## Économie
Les historiens s'accordent à décrire une économie essentiellement agricole et faiblement viticole, au XIXe siècle :
« Surf. territ. : 592 hect., dont 300 en forêts, 80 en prés et 12 en vignes, dont les produits sont médiocres, et 100 en terres labourables, le reste en étangs.»,

### Secteur primaire ouAgriculture
Le secteur primaire comprend, outre les exploitations agricoles et les élevages, les établissements liés à l’exploitation de la forêt et les pêcheurs.
D'après le recensement agricole 2010 du ministère de l'Agriculture (Agreste), la commune de Royaumeix était majoritairement orientée sur la polyculture et le poly-élevage (auparavant même production) sur une surface agricole utilisée d'environ 442 hectares (surface cultivable communale) stable depuis 1988 - Le cheptel en unité de gros bétail s'est réduit de 407 à 180 entre 1988 et 2010. Il n'y avait plus que 4 exploitations agricoles ayant leur siège dans la commune employant 12 unités de travail.

## Culture locale et patrimoine
Le village a longtemps été organisateur et hôte du festival Courant d'Art.

### Lieux et monuments
- Présence gallo-romaine : substructions à hypocaustes trouvés en 1883.
- Nécropole mérovingienne du Trou d'Enfer fouillée depuis 1963.
- Château XIXe.
- Tombes napoléoniennes à côté de l'église.

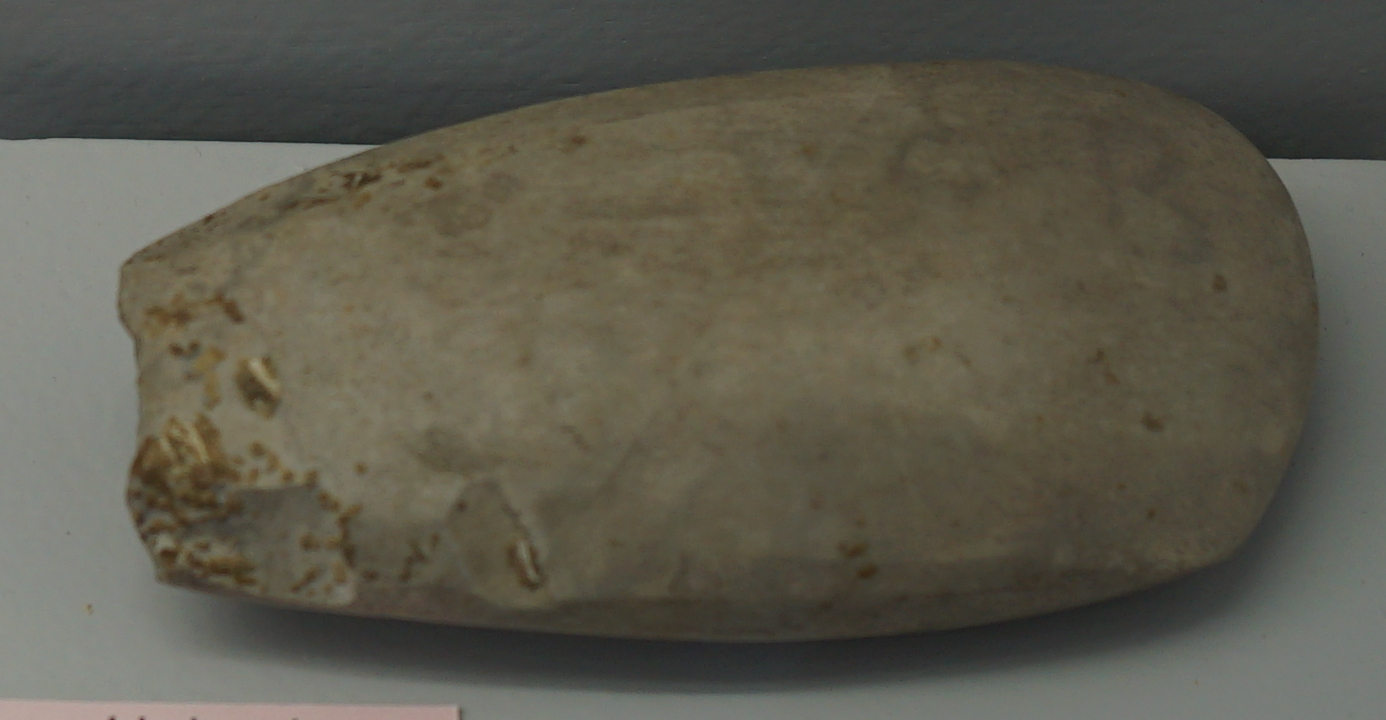
Hache en pierre polie,
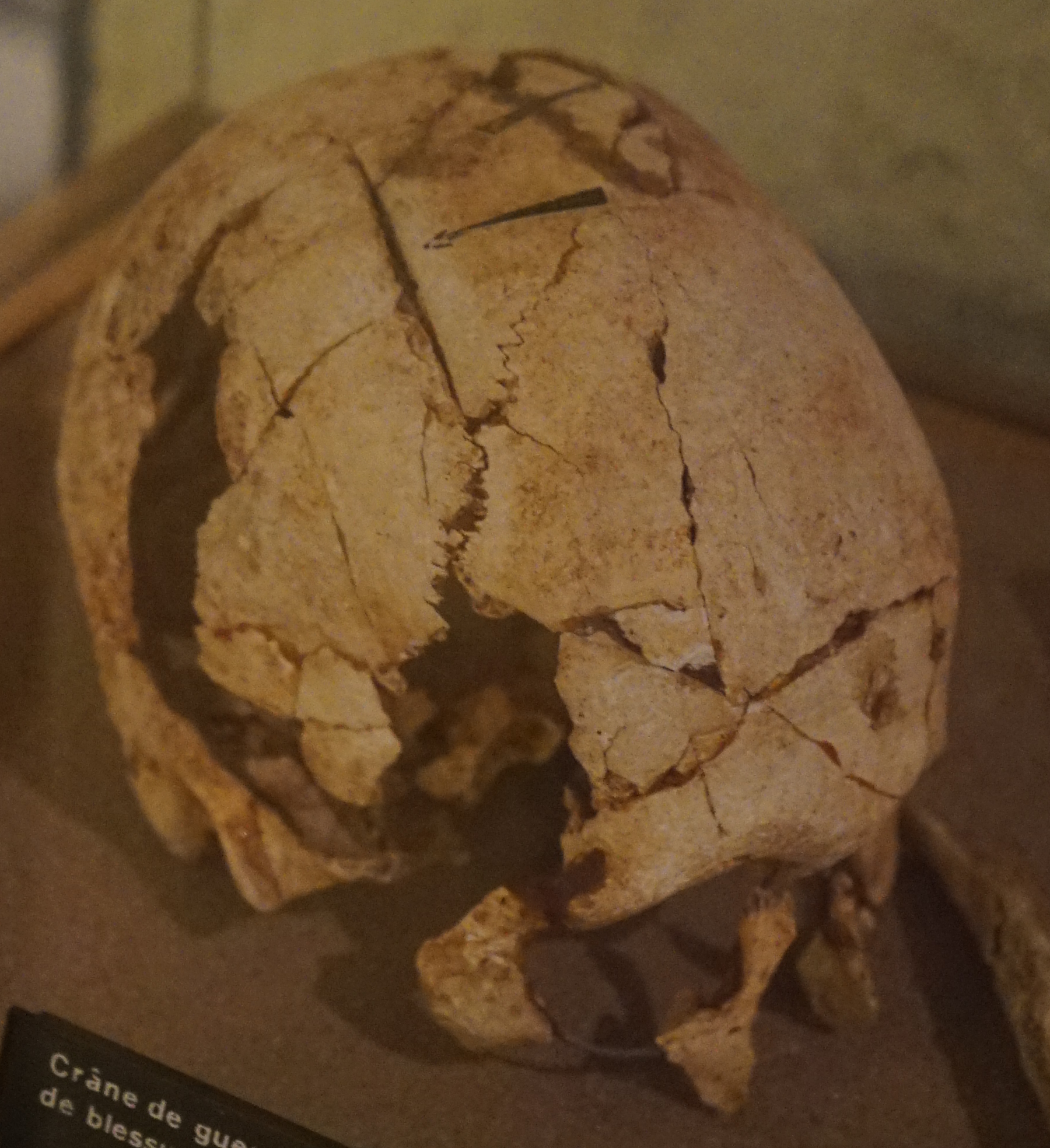
crâne traumatique,
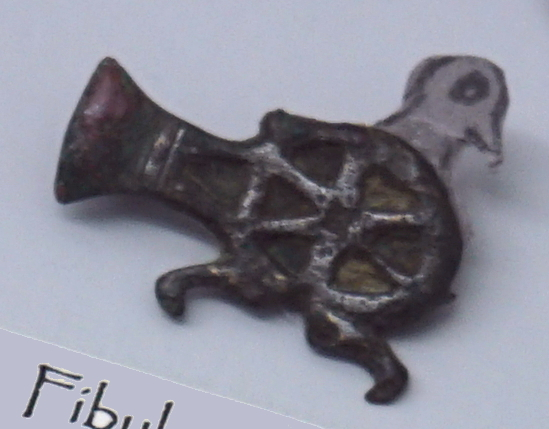
fibule aviforme
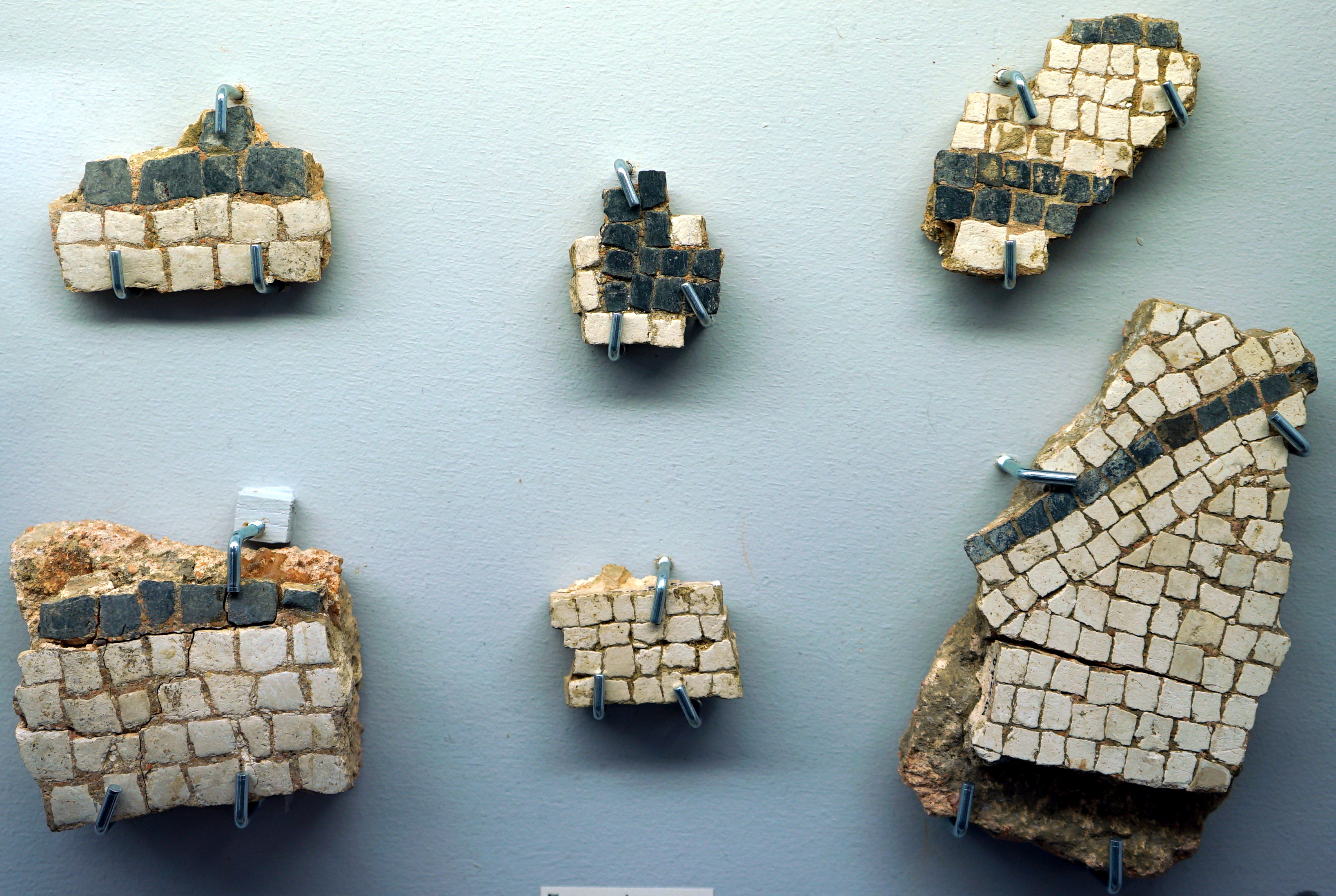
et mosaïque, musée d'art et d'histoire de Toul.

### Édifice religieux

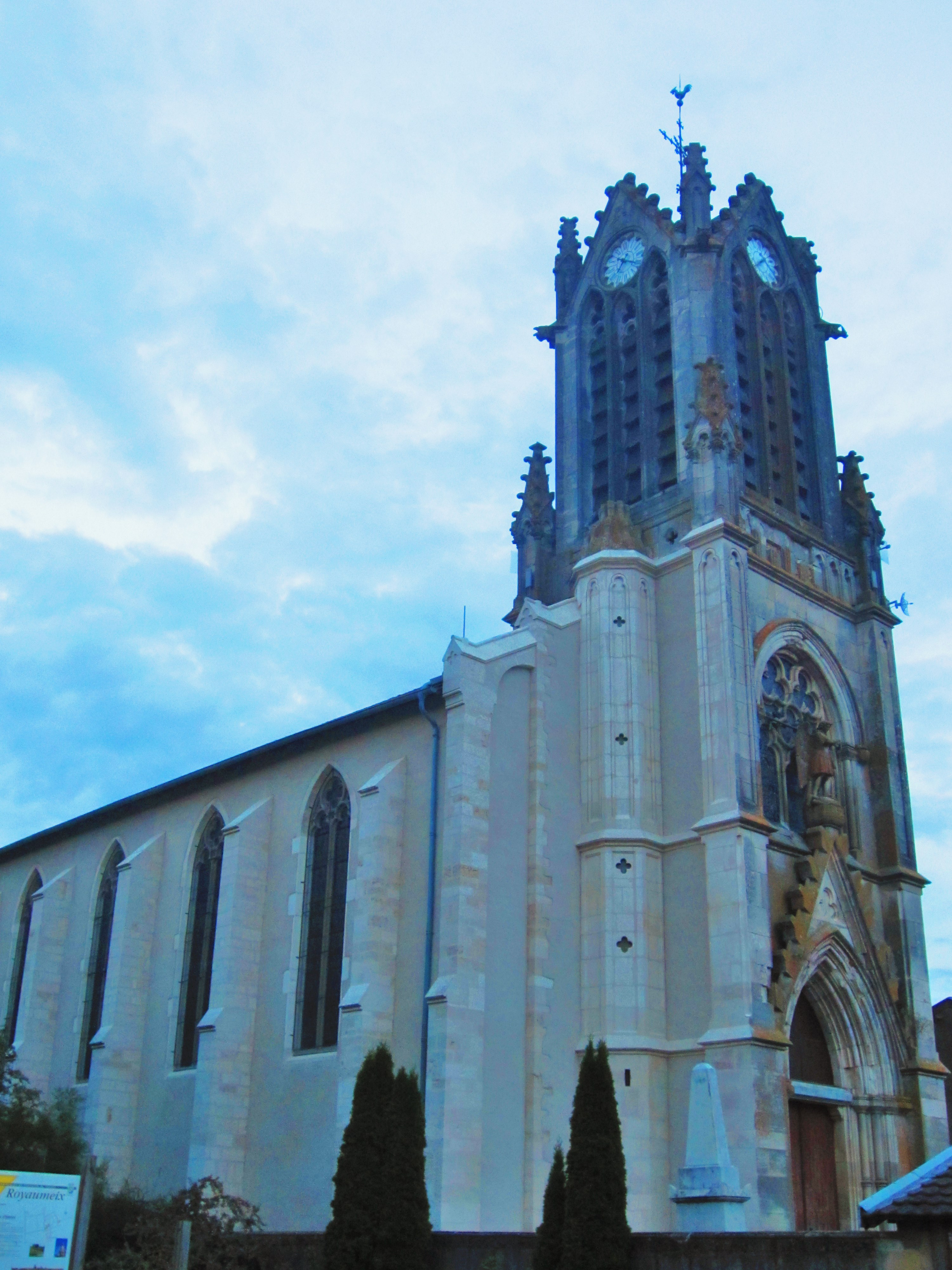
Église Saint-Léon.

- Église Saint-Léon néo-gothique 1860.

### Existence religieuse
- Abbé Maitresse
- Abbé Dardaine
- Abbé Forin
- Abbé Tshimanga

### Héraldique
| Blason de Royaumeix | Blason  | Parti, au 1er coupé d'azur à une tour d'argent maçonnée de sable surmontée d'un rat passant d'argent et d'azur à trois fasces ondées d'or ; et au 2ede gueules à une épée renversée d'argent mise en pal. |
| Blason de Royaumeix | Détails | Ce sont les armes du XIXe siècle gravées sur le château de Royaumeix, aujourd'hui dispensaire des religieuses de la Doctrine Chrétienne. Il s'agit des armes de Charles Josserand de Raguet de Brancion (un rat sur une tour = rat guet) et de son épouse Ester De Lantivy De Kerveno, famille d'origine bretonne. En 1985, la commune adopta ce blason après autorisation des descendants de la famille Raguet de Brancion. |